# Яланский кантон
Яланский кантон (баш. Ялан кантоны) — кантон в составе Автономной Башкирской Республики.
Административный центр — с. Танрыкулово, д. Парамоново (с 7 марта 1922 года).

## Географическое расположение
Яланский кантон располагался на территории современных Сафакулевского, Альменевского и частично Щучанского районов Курганской области. Кантон являлся административным анклавом Башкирии и со всех сторон граничил с Челябинским уездом.

## История

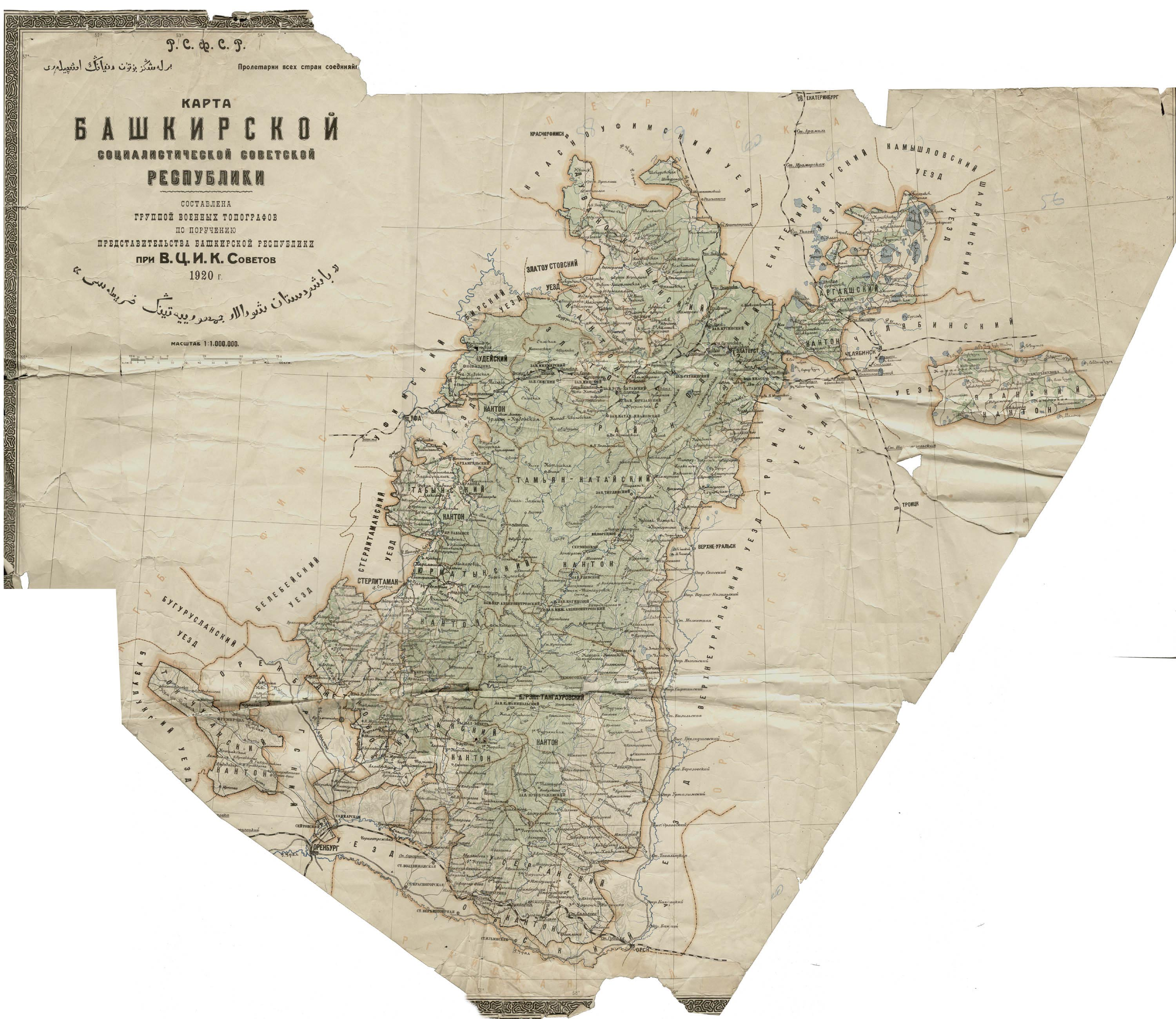
карта АБСР в 1920

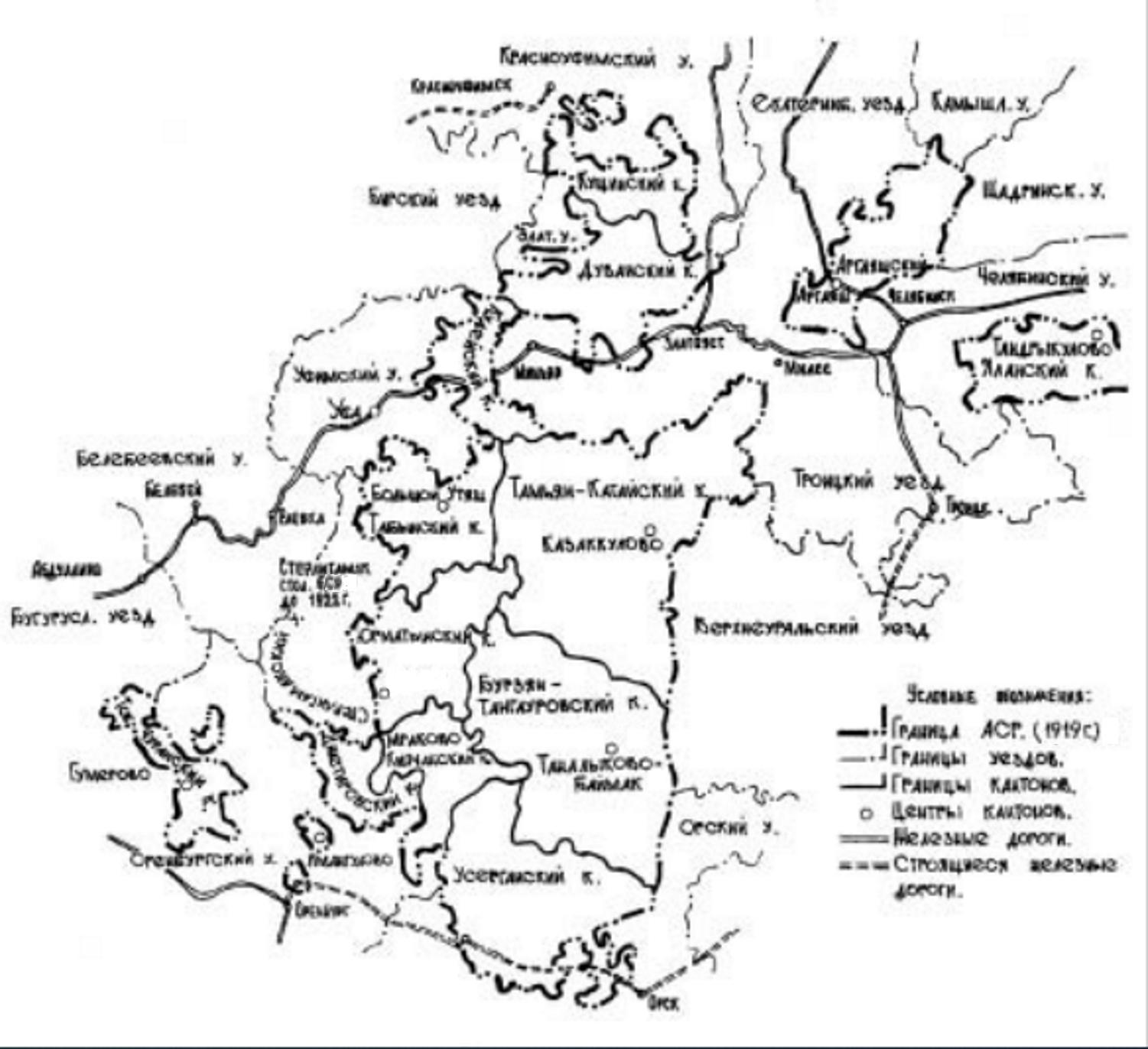
Яланский кантон на карте Малой Башкирии в сентябре 1919 года

В декабре 1917 года III Всебашкирский Учредительный курултай принял положение «Об автономном управлении Башкурдистана», согласно которой автономия состояла из девяти кантонов: Барын-Табынский, Бурзян-Тангауровский, Джитировский, Ичкин-Катайский, Кипчакский, Куваканский, Тамьянский, Ток-Чуранский и Усерганский. К началу 1919 года Башкурдистан состоял из 13 кантонов: Аргаяшский, Бурзян-Тангауровский, Джитировский, Дуванский, Кипчакский, Кудейский, Табынский, Кущинский, Тамьян-Катайский, Ток-Чуранский, Усерганский, Юрматынский и Яланский.
По «Соглашению центральной Советской власти с Башкирским правительством о советской автономии Башкирии» от 20 марта 1919 года территория республики состояла из 13 кантонов, в числе которых был и Яланский кантон.
Яланский кантон образован из Катайской, Сарт-Калмыковской, Сарт-Абдрашитовской и Карасевской волостей Челябинского уезда Оренбургской губернии.
Яланский кантон был перечислен в состав Челябинской губернии согласно декрету ВЦИК «О расширении границ Автономной Башкирской Советской Социалистической Республики» от 14 июня 1922 года.
На территории Яланского кантона были образованы Яланский (ныне Сафакулевский) и Катайский (ныне Альменевский) районы.